# Lysiteles boteus
Lysiteles boteus là một loài nhện trong họ Thomisidae.
Loài này thuộc chi Lysiteles. Lysiteles boteus được Alberto Barrion & James A. Litsinger miêu tả năm 1995.